# Viaduc de la Vézère
Ne doit pas être confondu avec le viaduc de la Vézère-Corrèze de l'autoroute A89.
Le viaduc de la Vézère est un pont autoroutier qui permet à l'autoroute A20 de traverser la vallée de la Vézère sur le territoire de la commune d'Uzerche dans le département de la Corrèze en France.